# Francesc Miralpeix Vilamala
Francesc Miralpeix Vilamala (Sant Hilari Sacalm, 1973) és doctor en història de l'art per la Universitat de Girona. És professor titular d'història de l'art modern a la mateixa universitat des del 2010, on exerceix des del 2001. Ha estat director del programa de doctorat en ciències humanes i de la cultura (2010-2011) i n'és membre del comitè. Forma part de l'Institut de Recerca Històrica de la mateixa universitat, des d'on dirigeix, en col·laboració amb la Universitat de Perpinyà, la col·lecció de monografies sobre art i patrimoni Histoire de l'art / Història de l'art. Per acord del patronat de la Càtedra de Ciències i Humanitats Dr. Bofill, de la Universitat de Girona, Francesc Miralpeix en va ser el primer director.
Com a investigador s'ha especialitzat en les manifestacions artístiques del període barroc. En el camp de la pintura la seva tesi doctoral va abordar la figura i l'art del pintor Antoni Viladomat i Manat (1678-1755), l'obra del qual ha seguit estudiant i de qui va descobrir un autoretrat en les reserves del Museu Nacional d'Art de Catalunya (MNAC). L'any 2014, amb motiu de l'exposició sobre Viladomat que va repartir-se entre el Museu d'Art de Girona, el Museu de Lleida Diocesà i Comarcal, els museus de Mataró i el MNAC, Miralpeix va publicar-ne una monografia que és una síntesi de la seva tesi doctoral actualitzada, i en la qual hi ha catalogades 363 obres del pintor. També ha realitzat la traducció i estudi d'un dietari inèdit de carnet de viatge de Josep Antoni de Cabanyes. L'any 2020, Miralpeix va comissariar, juntament amb Joan Bosch, l'exposició «Falsos verdaders, l'art de l'engany», per al Museu d'Art de Girona; era una exposició que mostrava obres falses atribuïdes a pintors de prestigi, que en algun moment havien passat per autèntiques i fins i tot havien estat exposades en museus.

## Obres (selecció)
- Amb X. Solà:  L'art barroc a Girona,.  Girona: Diputació de Girona, 2010.
- El pintor Antoni Viladomat i Manalt (1678-1755): biografia i catàleg crític.  Girona: Tesis doctorals en xarxa, 2005.[9]
- Antoni Viladomat i Manalt (1678-1755): vida i obra. Girona: Museu d'Art de Girona; Generalitat de Catalunya, 2014, 541 pp. ISBN 978-84-393-9125-8